# مازیار (نمایش‌نامه)
مازیار نمایش‌نامه‌ای تاریخی در سه پرده، نوشتهٔ صادق هدایت است که برپایهٔ قیام مازیار علیه خلافت عباسی نوشته شده است. این نمایش‌نامه در ۱۳۱۲ خورشیدی (۱۹۳۳ میلادی) همراه با مقدمه‌ای طولانی از مجتبی مینوی، در تهران منتشر شده است. مازیار از کارهای میهن‌دوستانه‌ی هدایت دانسته شده است.

## داستان
نمایشنامهٔ مازیار پس از شکست ایران از سپاه عرب، و در زمان سلطهٔ خلفای عباسی بر ایران رخ می‌دهد. در این زمان هنوز در طبرستان مقاومت‌هایی علیهٔ سلطهٔ عرب‌ها وجود دارد. مازیار پسر ونداد هرمزد در این نمایشنامه سر آن دارد، تا با کمک افشین، معتصم عباسی را در شب آفرینگان به قتل برساند. حسن پسر حسین با شراب نوشاندن به مازیار و مست کردنش، از او دربارهٔ سوءقصد به جان خلیفه اعتراف می‌گیرد و بعد او را به سمت زندان پایتخت روانه می‌کند. در زندان، کیانوش یار نزدیک مازیار میله‌ها را طوری برای او می‎برد که او در شب قبل از مجازاتش امکان فرار پیدا کند. اما قبل از آن مازیار با شهرناز دختر نیمه‌دیوانه‌ای که او را دوست دارد ملاقات می‌کند و شهرناز که به خاطر جلوگیری از افتادن به دست عرب‌ها قبل از ملاقات با مازیار زهر خورده است در آغوش مازیار می‌میرد و مازیار که پس از شهرناز امیدی به ادامهٔ زندگی ندارد از فرار صرف‌نظر می‌کند.